# Rodéo (album)
Rodéo é um álbum gravado em 2004, pela cantora pop  francesa Zazie. Foi seu quinto álbum de estúdio e o seu sétimo álbum no total. Ele foi lançado em 22 de novembro de 2004 e alcançou o sucesso em países francófonos. Ele gerou quatro singles, mas eles só foram lançadas como singles promocionais.

## Produção e lançamento
Pela primeira vez, Zazie compôs todas as músicas do álbum com os compositores Jean-Pierre Pilot e Philippe Paradis.
O álbum foi gravado em uma casa no Luberon , em novembro de 2003. Ele foi lançado em duas edições: uma edição padrão e uma edição incluindo uma faixa bônus, "Mon coeur à la science", e um DVD. Este DVD contém dez músicas do álbum apresentado em um filme de 40 minutos, intitulado "Rodéo indien". Como o título indica, este filme foi filmado na Índia, por Didier Le Pêcheur que já havia produzido outros vídeos de música para Zazie. Este DVD também é composto de um making-of e uma versão indiana remixada de músicas como "Tous des anges", "Un ponto c'est toi" e "Zen".

## Desempenho
Na França, o álbum foi direto para o número dois, a posição mais alta que alcançou, em 21 de novembro de 2004, ele caiu na tabela e totalizou nove semanas nessa marca, 21 semanas no top 50 e 70 semanas no top 200. Na Bélgica (Valónia), em que estreou em 7º em 4 de dezembro de 2004, atingiu o pico na segunda colocação por quatro semanas consecutivas. Ele manteve-se no top 100 por 45 semanas. Na Suíça, o álbum esteve no ranking por nove semanas e alcançou o 45º colocado em sua quarta semana, em 26 de dezembro de 2004.

## Lista de faixas
Todas as letras escritas por Zazie, todas as músicas compostas por Zazie, Jean-Pierre Pilot, e Philippe Paradis1.
| N.º            | Título                                                                       | Duração |  |
| 1.             | "La Dolce Vita" (A doce vida)                                                | 4:49    |  |
| 2.             | "J'aime, j'aime pas" (Eu gosto, eu não gosto)                                | 3:50    |  |
| 3.             | "Excuse-moi" (Me desculpe.)                                                  | 3:26    |  |
| 4.             | "Toc toc toc" (Toc toc toc)                                                  | 3:26    |  |
| 5.             | "La pluie et le beau temps" (A chuva e o bom tempo)                          | 3:46    |  |
| 6.             | "Mon cœur à la science" (Meu coração à ciência [Nas edições CD+DVD somente]) | 3:27    |  |
| 7.             | "Lola majeure" (Lola Maior)                                                  | 3:09    |  |
| 8.             | "Rodéo" (Rodeio)                                                             | 3:58    |  |
| 9.             | "Slow" (Lento)                                                               | 4:08    |  |
| 10.            | "Doolididom"                                                                 | 4:52    |  |
| 11.            | "Sauver le monde" (Salve o mundo)                                            | 4:12    |  |
| 12.            | "Oui" (Sim)                                                                  | 4:25    |  |
| 13.            | "J'arrive/Ghost" (Eu chego/Fantasma)                                         | 8:24    |  |
| Duração total: | Duração total:                                                               | 23:29   |  |

1Nas faixas 3, 7, 8, 10 e 12 são creditados em ordem: Zazie, Philippe Paradis, Jean-Pierre Pilot.
| DVD (Somente na Edição de Colecionador) |                                               |         |  |
| N.º                                     | Título                                        | Duração |  |
| 1.                                      | "Le film"                                     |         |  |
| 2.                                      | "Making of"                                   |         |  |
| 3.                                      | "Mumbai remix" (vídeo de música)              |         |  |
| 4.                                      | "La Dolce Vita" (vídeo de música)             |         |  |
| 5.                                      | "Doolididom" (vídeo de música)                |         |  |
| 6.                                      | "Excuse-moi" (vídeo de música)                |         |  |
| 7.                                      | "J'arrive" (vídeo de música)                  |         |  |
| 8.                                      | "Lola majeure" (vídeo de música)              |         |  |
| 9.                                      | "Oui" (vídeo de música)                       |         |  |
| 10.                                     | "La pluie et le beau temps" (vídeo de música) |         |  |
| 11.                                     | "Rodéo" (vídeo de música)                     |         |  |
| 12.                                     | "Slow" (vídeo de música)                      |         |  |
| 13.                                     | "Toc Toc Toc" (vídeo de música)               |         |  |

## Créditos
- Músicos: Angel Luis Cabrera, Philippe Desbois e Bruno Le Roux
- Violão e baixo: Nicolas Fiszman
- Kalimba: Jean-Pierre Piloto
- Teclados: Philippe Paradis e Jean-Pierre Pilot
- Guitarra: Philippe Paradis
- Assistente: Ted Hall
- Mistura: Yves Jaget
- Programação: Jean-Pierre Piloto e Philippe Paradis
- Técnico de som: Éric Salmão
- Fotografia e design: Laurent Seroussi

## Histórico de lançamento
| Data                   | Rótulo  | Região                 | Formato  |
| ---------------------- | ------- | ---------------------- | -------- |
| 22 de novembro de 2004 | Mercury | Bélgica, França, Suíça | CD       |
| 6 de dezembro de 2004  | Mercury | Bélgica, França, Suíça | CD + DVD |
| 2006                   | Mercury | Bélgica, França, Suíça | CD       |

## Certificações e vendas
| País   | Certificação | Data | Vendas certificadas | Vendas físicas |
| ------ | ------------ | ---- | ------------------- | -------------- |
| França | Platina      | 2005 | 300.000             | 315,600        |